# Club de Fútbol Barcelona 1966-1967

## Rosa
| N. |                    | Ruolo | Calciatore           |
| -- | ------------------ | ----- | -------------------- |
|    | Spagna (bandiera)  | P     | Salvador Sadurní     |
|    | Spagna (bandiera)  | P     | Miguel Reina         |
|    | Spagna (bandiera)  | D     | Gallego              |
|    | Uruguay (bandiera) | D     | Julio César Benítez  |
|    | Spagna (bandiera)  | D     | Antoni Torres        |
|    | Spagna (bandiera)  | D     | Eladio               |
|    | Spagna (bandiera)  | D     | Foncho               |
|    | Spagna (bandiera)  | D     | Fernando Olivella    |
|    | Spagna (bandiera)  | D     | Joaquín Borràs Canut |
|    | Spagna (bandiera)  | C     | Josep Fusté          |
|    | Francia (bandiera) | C     | Lucien Muller        |

| N. |                    | Ruolo | Calciatore           |
| -- | ------------------ | ----- | -------------------- |
|    | Spagna (bandiera)  | C     | Ramón Montesinos     |
|    | Spagna (bandiera)  | C     | Jesús María Pereda   |
|    | Uruguay (bandiera) | C     | Eduardo Endériz      |
|    | Spagna (bandiera)  | C     | Narcís Martí Filosia |
|    | Spagna (bandiera)  | A     | Pedro Zaballa        |
|    | Spagna (bandiera)  | A     | Joaquim Rifé         |
|    | Spagna (bandiera)  | A     | José Antonio Zaldúa  |
|    | Spagna (bandiera)  | A     | Luis Vidal Planella  |
|    | Spagna (bandiera)  | A     | Lluís Pujol          |
|    | Perù (bandiera)    | A     | Juan Seminario       |
|    | Spagna (bandiera)  | A     | Pere Mas Pujol       |

### Staff tecnico
- Allenatore:  Roque Olsen